# Élections municipales azerbaïdjanaises de 2025
Les élections municipales azerbaïdjanaises de 2025 ont lieu le 29 janvier 2025 en Azerbaïdjan afin de renouveler les sièges de conseillers des municipalités du pays.
Initialement prévu le 23 décembre 2024, le scrutin est repoussé en janvier 2025 sans explication.